# Coryphaenoides striaturus
Coryphaenoides striaturus är en fiskart som beskrevs av Barnard 1925. Coryphaenoides striaturus ingår i släktet Coryphaenoides och familjen skolästfiskar. Inga underarter finns listade i Catalogue of Life.